# Microcorynus lateralis
Microcorynus lateralis là một loài bọ cánh cứng trong họ Attelabidae. Loài này được Faust miêu tả khoa học năm 1894.